# سوخو-۳۴

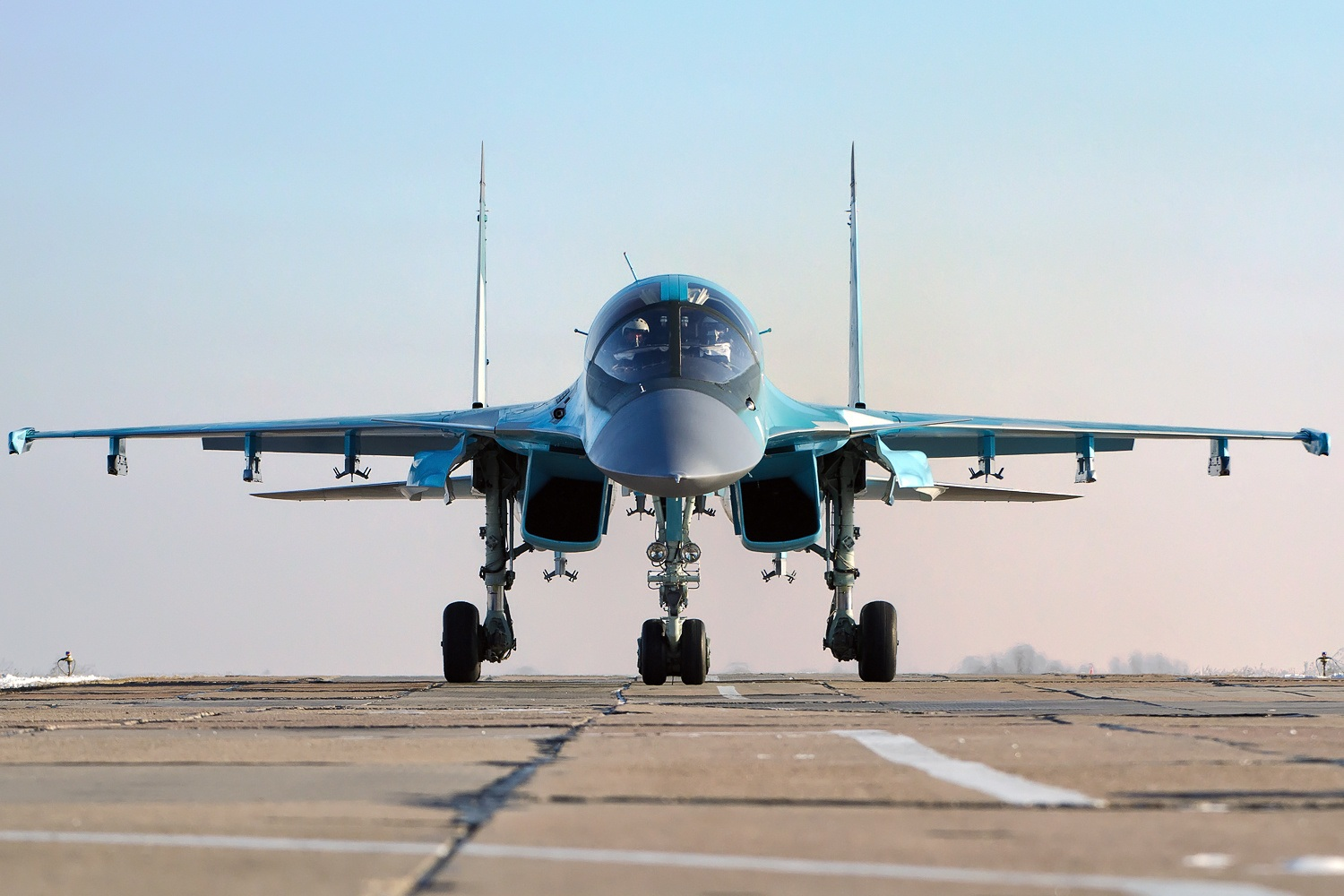
سوخو سو-۳۴ از نمای روبرو

سوخو سو-۳۴ (به روسی: Сухой Су-34)، (نام‌گذاری ناتو: فال‌بَک)، هواپیمای تهاجمی جنگنده-بمب‌افکن دو سرنشینه و دوموتورهٔ جت توربوفن ساخت شرکت هوانوردی سوخو در روسیه است که براساس طرح بدنهٔ پروازی جنگندهٔ سوخو-۲۷ طراحی شده‌است. سوخو-۳۴ برای جایگزینی جنگنده-بمب‌افکن تاکتیکی سوخو-۲۴ و بمب‌افکن دوربرد توپولف تو-۲۲ام در نیروی هوایی روسیه ساخته شده‌است. نخستین نمونهٔ سوخو-۳۴ در سال ۱۹۹۰ پرواز کرد و در ابتدا برای نیروی هوایی شوروی در نظر گرفته شده بود. تولید این هواپیمای تهاجمی از سال ۲۰۰۶ آغاز شده و در سال ۲۰۱۴ به‌طور رسمی وارد نیروی هوایی روسیه شد. قیمت هر فروند از این جنگنده-بمب‌افکن حدود ۳۶ میلیون دلار اعلام شده‌است.
سوخو-۳۴ دارای یک کابین زرهی برای نشستن دو خدمه در کنار یکدیگر است. این جنگنده عمدتاً برای استقرار تاکتیکی علیه اهداف زمینی و دریایی (نقش بمباران تاکتیکی / حمله / بازدارندگی، از جمله علیه اهداف کوچک و متحرک) در مأموریت‌های انفرادی و گروهی در روز و شب، در شرایط آب و هوایی مساعد و نامساعد طراحی شده و دارای سامانه‌های جنگ الکترونیک و قابلیت انجام عملیات شناسایی هوایی است.

## طراحی و توسعه
سوخو-۳۴ برای رخنهٔ فراصوت و ارتفاع بالا به فضای هوایی دشمن طراحی شده و قادر به حمل چهارده تن انواع موشک و بمب است. این جنگنده به یک کابین زره‌پوش و پادکارهای پیشرفته مجهز شده و قادر است ضربات ترکش‌های موشک و برخورد مستقیم سلاح‌های کالیبر پائین را تحمل کند. شعاع عملیاتی سوخو-۳۴ با استفاده از تانکرهای سوخت اضافی ۱۵۰۰ کیلومتر است که با سوخت‌گیری هوایی می‌توان آن را ارتقاء داد. وزن برخاست این هواپیما ۴۵٫۱ تن است و از یک سیستم هدف‌گیری دیجیتال بهره می‌برد که ضریب خطای شلیک آن در هر نوع شرایط جوی را به حداکثر چند متر رسانده‌است. حداکثر سرعت سوخو-۳۴ حدود ۲٫۸ ماخ است و نیروی محرکه خود را از دو موتور توربوفن از نوع ساترن ای‌ال-۳۱ اف‌ام۱ می‌گیرد. این موتورها برای هزار ساعت پرواز قبل از انجام تعمیر طراحی شده‌اند. میخائیل سیمونوف طراح اصلی سوخو-۳۴ معتقد است که این جنگنده تنومند، مانور پذیر و زره‌پوش به یک تانک پرنده شباهت دارد. کابین جادار و زره‌پوش خلبان با یک قفس فولادی به ضخامت ۱۷ میلی‌متر در مقابل ترکش‌ها و گلوله‌ها محافظت می‌شود.

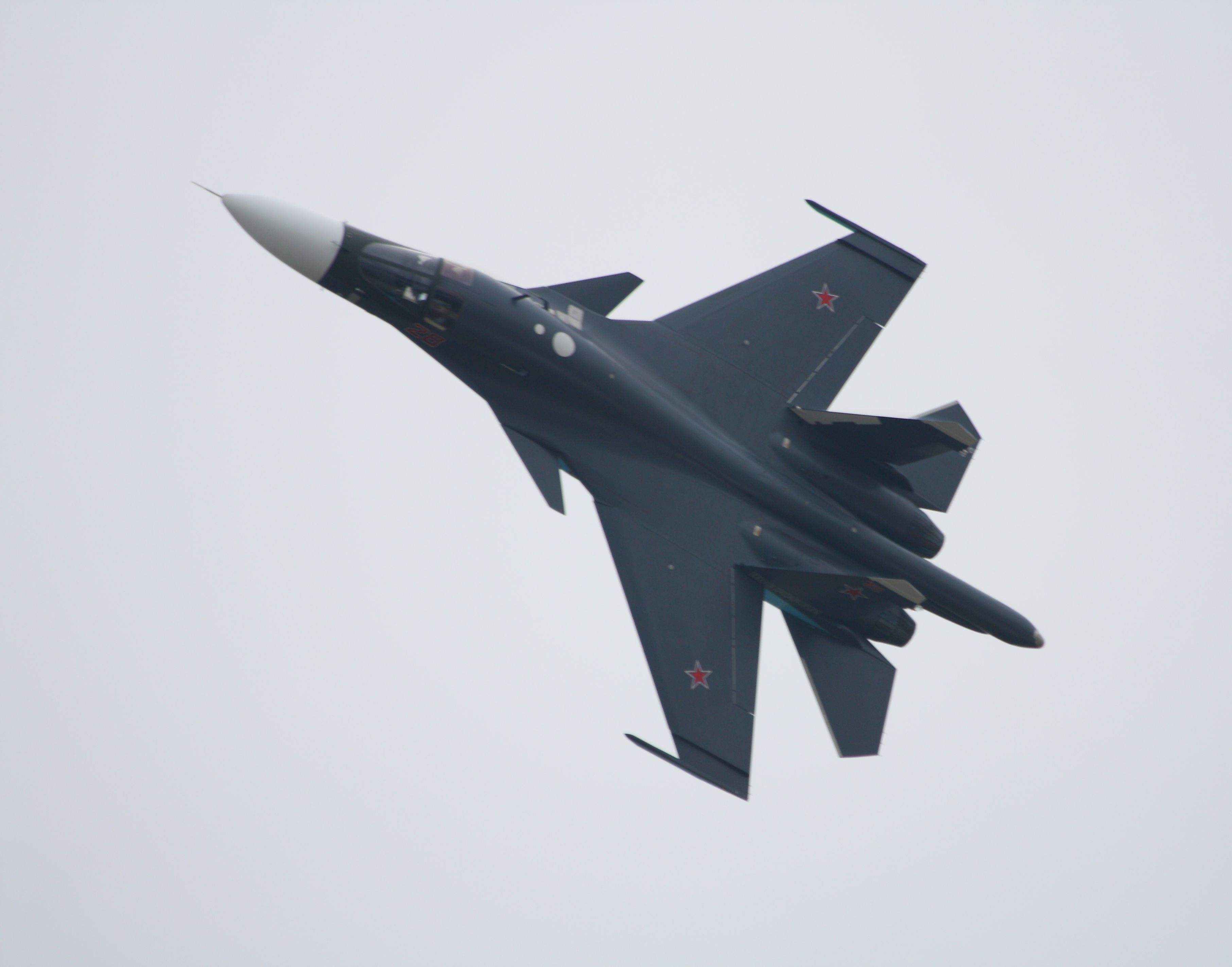
سوخو۳۴ در نمایشگاه هوایی ماکس(۲۰۱۳)

این هواپیما اولین پرواز خود را در سال ۱۹۹۰ با نام سوخو-۲۷آی‌بی انجام داد. این پرواز آزمایشی از مسکو تا دریای اختسک ادامه یافت. هواپیما ۱۶ ساعت را در آسمان گذراند و چهار بار سوخت‌گیری هوایی کرد. در آن زمان هواپیما هیچ مشکلی در پرواز نداشت اما خستگی بسیار زیاد دو خلبان بعد از پرواز نشان می‌داد که آن‌ها نخواهند توانست بعد از چنین پرواز فرسایشی، بازدهی مناسبی داشته باشند. از این رو کابین خلبان اصلاح شده و به گونه‌ای طراحی شد که خلبان و ناوبر هواپیما به راحتی در کنار یکدیگر قرار بگیرند و بتوانند بایستند، حرکات کششی عضلانی انجام بدهند یا حتی در راهرو چرت بزنند یا غذا بخورند. همچنین بدنه سوخو-۳۴ به گونه‌ای طراحی شده تا سطح مقطع راداری کوچکی داشته باشد و به گفته سیمونوف، میزان آشکار بودن راداری آن در حد یک موشک کروز فراصوت است. تفاوت دیگر سوخو-۳۴ با سوخو-۲۷ در کابین خلبان شیشه‌ای با نمایشگرهای سی‌آرتی رنگی با عملکرد چندگانهٔ این نمایشگرهاست. جنگنده‌های مک‌دانل داگلاس اف-۱۵ ایگل، داسو رافال، شنیانگ جی-۱۶، سوپر هورنت و سوخو-۲۴ از رقبا و جنگنده‌های مشابه سوخو-۳۴ هستند. با وجود این‌که سوخو-۳۴ سرعت کمتری نسبت به سوخو-۲۷ دارد، ولی همچنان توان پایداری در برابر نیروی ۹+ جی را داراست.

## کاربرد عملیاتی

### ورود به خدمت
در سال ۲۰۱۵ یک سوخو-۳۴ پس از فرود اقدام به باز کردن چتر سرعت‌گیر نمود ولی چتر باز نشد و هواپیما به یک سو منحرف شد. در این حادثه کسی آسیب ندید. در ۱۸ ژانویه ۲۰۱۹ دو هواپیمای سوخو-۳۴ در هوا با یکدیگر برخورد کردند و از مجموع چهار خلبان، دو خلبان جان باختند، یک خلبان ناپدید شد و یک خلبان دیگر نجات یافت. به‌خاطر بروز این حادثه، همهٔ هواپیماهای سوخو-۳۴ از پرواز تعلیق شدند تا به مشکلات فنی آن‌ها رسیدگی شود.

### مداخلهٔ روسیه در جنگ داخلی سوریه

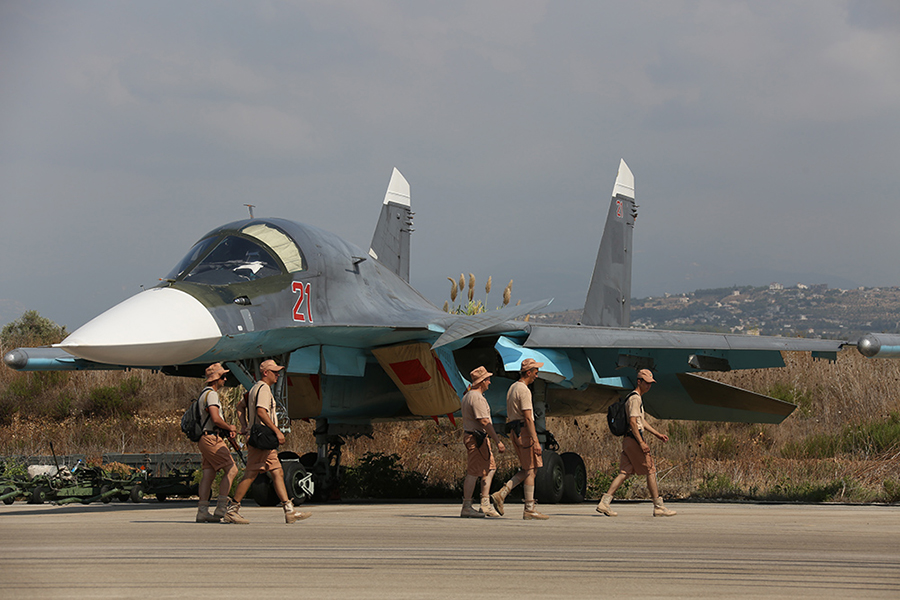
یک فروند سوخو-۳۴ در مارس ۲۰۱۵ در فرودگاه بین‌المللی باسل الاسد در شهر لاذقیه

سوخو-۳۴ نخستین تجربهٔ جنگی خود را در جنگ داخلی سوریه به دست آورد. در سپتامبر ۲۰۱۵ شش فروند از این هواپیما به فرودگاه لاذقیه منتقل شد تا تروریست‌های داعش را هدف قرار دهند. در حملات روز اول و دوم اکتبر ۲۰۱۵ استفاده از سوخو-۳۴ گزارش شد. سوخو-۳۴ها در این حملات در ارتفاع بالای ۵ هزار متر حملات خود را انجام دادند تا از موشک‌های دوش‌پرتاب دشمن در امان باشند. همچنین این هواپیما برای حمله به داعش از طریق پایگاه سوم شکاری در ایران نیز به کار گرفته شده‌است.

### حملهٔ روسیه به اوکراین (۲۰۲۲)

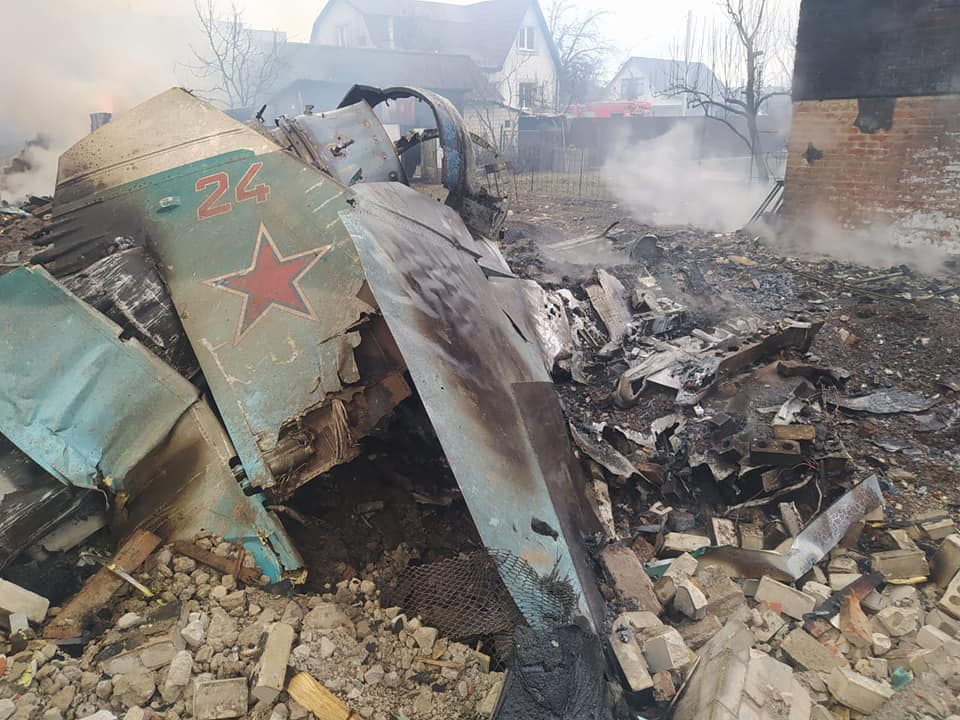
لاشهٔ یک سوخو-۳۴ پس از سرنگونی در ۵ مارس ۲۰۲۲ در چرنیهیف، اوکراین

تا ۱۸ ژوئیهٔ ۲۰۲۲، روسیه ۱۱ فروند سوخو-۳۴ را بر فراز اوکراین از زمان آغاز تهاجم خود به این کشور، از دست داده‌است. این تعداد تقریباً معادل ده درصد از تمام سوخو-۳۴های تولیدشده است. یک فروند سوخو-۳۴ در اوایل مارس و دو فروند در ۵ مارس در اوکراین سقوط کردند. همچنین در روزهای ۶ مارس، ۱۴ مارس، ۲۵ آوریل، ۲۶ آوریل، ۱۸ ژوئیه و ۱۱ سپتامبر، موارد دیگری از سرنگونی این جنگنده ثبت شده‌است.
در مناطق مختلف اوکراین، بیشتر این جنگنده‌ها توسط نیروهای اوکراینی سرنگون شدند، اما برخی نیز به‌دلایل دیگر سقوط کردند. بر پایهٔ گزارش‌ها، یک فروند «سوخو-۳۴اِم» بهبودیافته نیز به اشتباه توسط نیروهای روسی سرنگون شده‌است. گزارش‌هایی مبنی بر خروج خلبان‌ها پیش از سقوط وجود دارد که برخی از آن‌ها جان خود را از دست داده و برخی نیز اسیر شده‌اند.

## کاربران
روسیه
- نیروی هوایی روسیه تا دسامبر ۲۰۲۱، دارای ۱۲۸ فروند سوخو-۳۴ بوده‌است.[۳۷][۳۸][۳۹][۴۰][۴۱] روسیه تا ژوئن ۲۰۲۲، ۷ فروند نمونه اولیه و ۱۴۰ فروند هواپیمای عملیاتی سوخو-۳۴ داشته‌است. (بدون احتساب سقوط و تلفات در طول خدمت)[۴۲][۴۳]
 الجزایر
- نیروی هوایی الجزایر، درخواست خرید ۱۴ فروند سوخو-۳۴ را ارائه داده‌است.[۴۴] در سال ۲۰۱۹ روسیه با فروش سوخو-۳۴ به الجزایر موافقت کرد. بر پایهٔ گزارشِ میل پرس آموزش خلبانان الجزایری باید در سال ۲۰۲۲ آغاز می‌شد و تمام هواپیماها تا سال ۲۰۲۳ تحویل داده می‌شدند. بر اساس گزارشی از میدل ایست مانیتور (MEMO)، نماینده سرویس فدرال همکاری فنی-نظامی (FSVTS) در روسیه این ادعا را که روسیه در حال ساخت هواپیما برای الجزایر است را رد کرده است.[۴۵]

## ویژگی‌های فنی
داده‌ها از Sukhoi, Gordon and Davison, airforce-technology.com, airwar.ru, ria.ru, deagel.com
ویژگی‌های عمومی
- خدمه: ۲
- طول: ۲۳٫۳۴ متر (۷۶ فوت ۷ اینچ)
- پهنای بال: ۱۴٫۷ متر (۴۸ فوت ۳ اینچ)
- ارتفاع: ۶٫۰۹ متر (۲۰ فوت ۰ اینچ)
- مساحت بال‌ها: ۶۲٫۰۴ متر مربع (۶۶۷٫۸ فوت مربع)
- ایرفویل: ۵ درصد[۵۲]
- وزن خالی: ۲۲٬۵۰۰ کیلوگرم (۴۹٬۶۰۴ پوند)
- وزن ناخالص: ۳۹٬۰۰۰ کیلوگرم (۸۵٬۹۸۰ پوند)
- بیشترین وزن برخاست: ۴۵٬۱۰۰ کیلوگرم (۹۹٬۴۲۸ پوند)
- ظرفیت سوخت: ۱۲٬۱۰۰ کیلوگرم (۲۶٬۶۷۶ پوند) باک داخلی
- پیشرانه: ۲ عدد موتور توربوفن دارای پس‌سوز ساترن ای‌ال-۳۱ [۵۳], ۱۳۲ کیلونیوتن (۳۰٬۰۰۰ پوند-نیرو) با پس‌سوز

عملکرد
- حداکثر سرعت: ۲٬۲۰۰ کیلومتر بر ساعت (۱٬۴۰۰ مایل بر ساعت، ۱٬۲۰۰ گره) / ۱٫۸ ماخ در ارتفاع بالا

ترسیم سوخو-۳۴ از ۳ نمای مختلف

۱٬۴۰۰ کیلومتر بر ساعت (۸۷۰ مایل بر ساعت؛ ۷۶۰ گره) / 1.2 ماخ در ارتفاع پایین
- حداکثر سرعت: زبرصوت ماخ
- سرعت کروز: ۱٬۳۰۰ کیلومتر بر ساعت (۸۱۰ مایل بر ساعت، ۷۰۰ گره)
- بُرد رزمی: ۱٬۱۰۰ کیلومتر (۶۸۰ مایل، ۵۹۰ مایل دریایی) بیش از ۱۰۰۰ کیلومتر (با بیشترین میزان مهمات به وزن ۱۲۰۰۰ کیلوگرم)
- بُرد معبر: ۴٬۰۰۰ کیلومتر (۲٬۵۰۰ مایل، ۲٬۲۰۰ مایل دریایی)
- حداکثر ارتفاع: ۱۷٬۰۰۰ متر (۵۶٬۰۰۰ فوت) [۵۴]
- حد شتاب جی: +۹[۵۵]
- نیرو/وزن: ۰٫۶۸

## نگارخانه

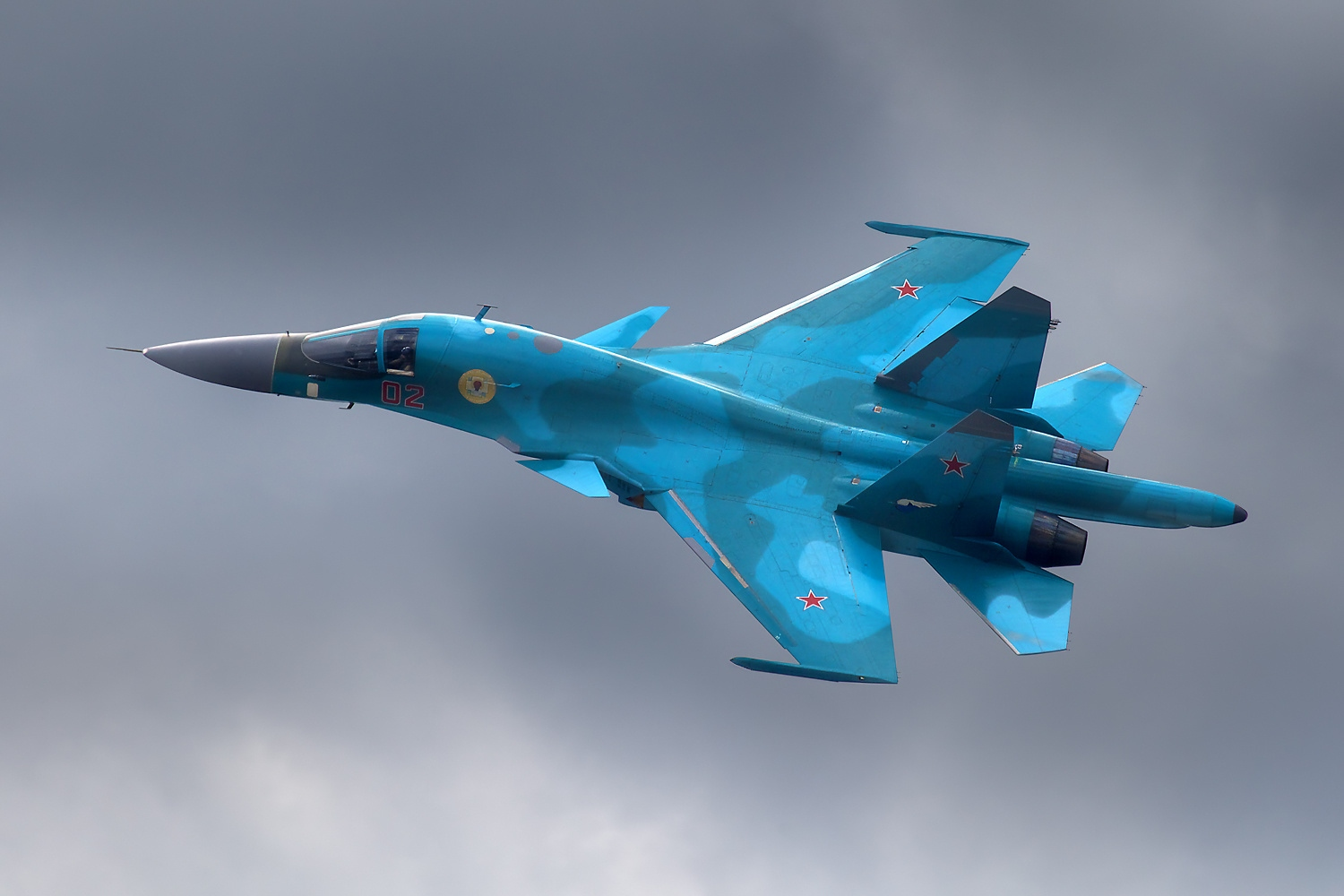
سوخو-۳۴ روسیه
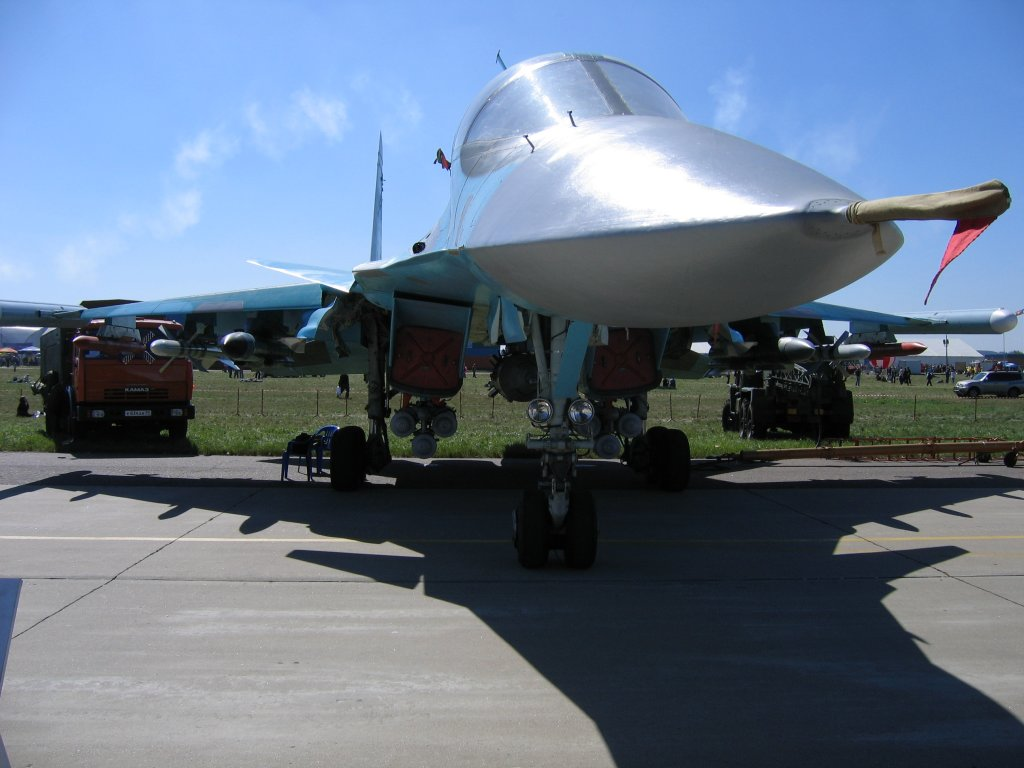
دماغه سوخو-۳۴
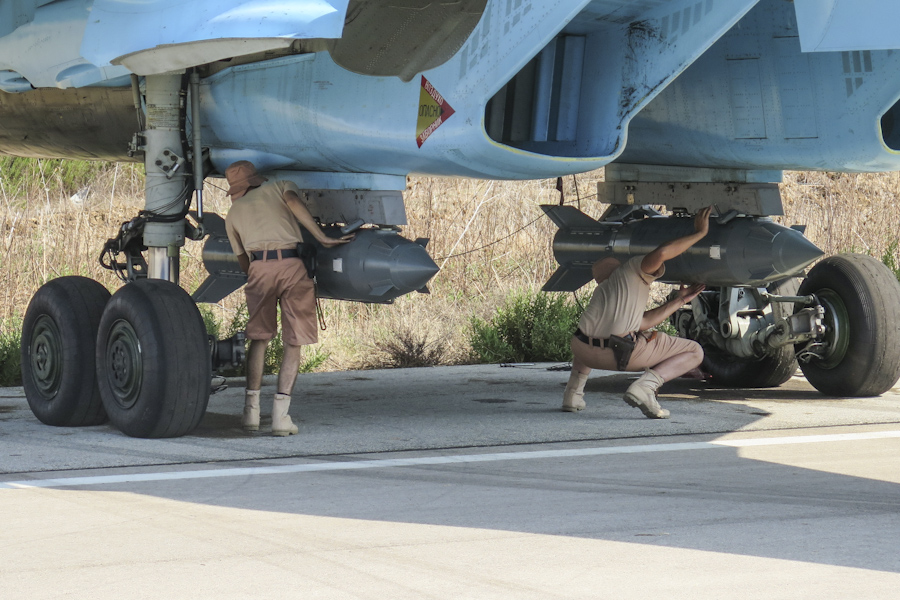
مقایسه اندازهٔ انسان با ارابه‌های فرود سوخو-۳۴
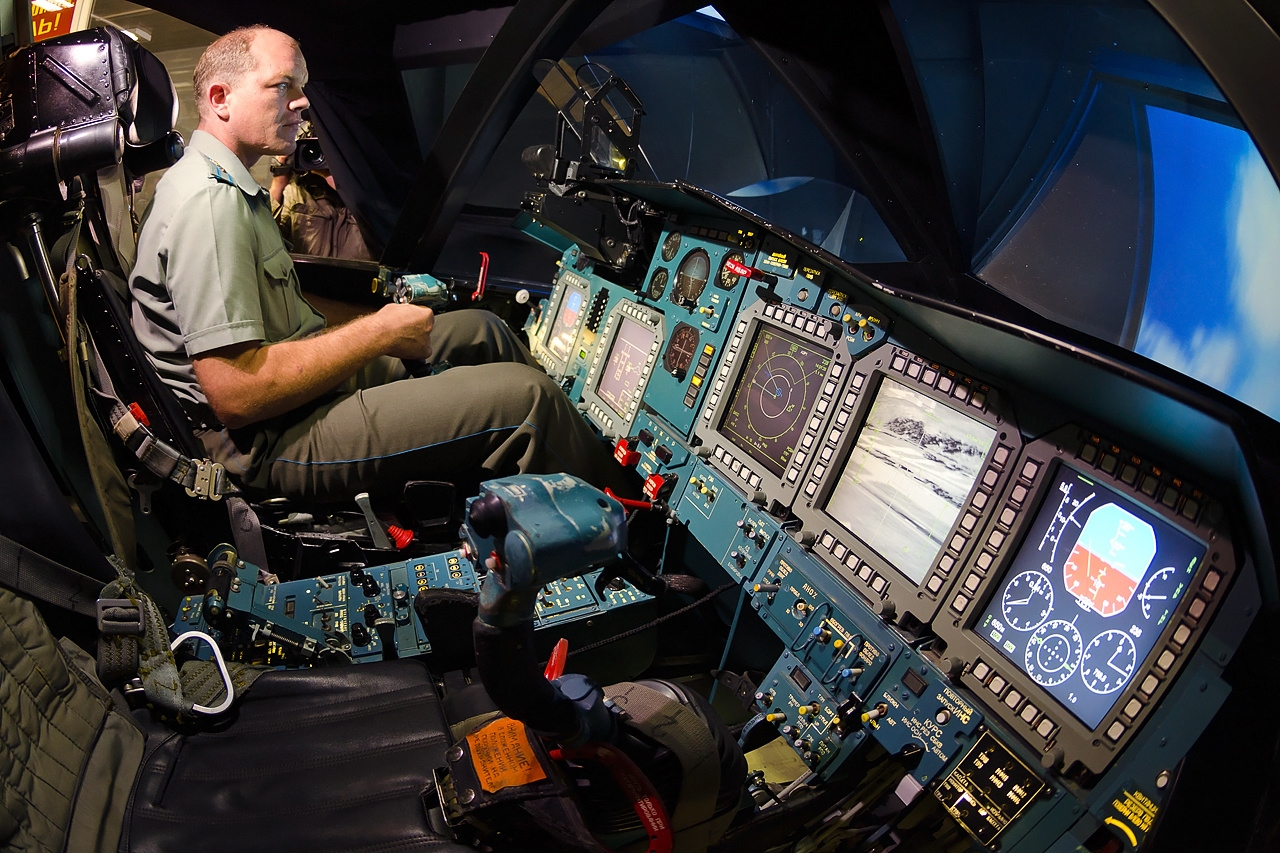
شبیه‌ساز کابین سوخو-۳۴
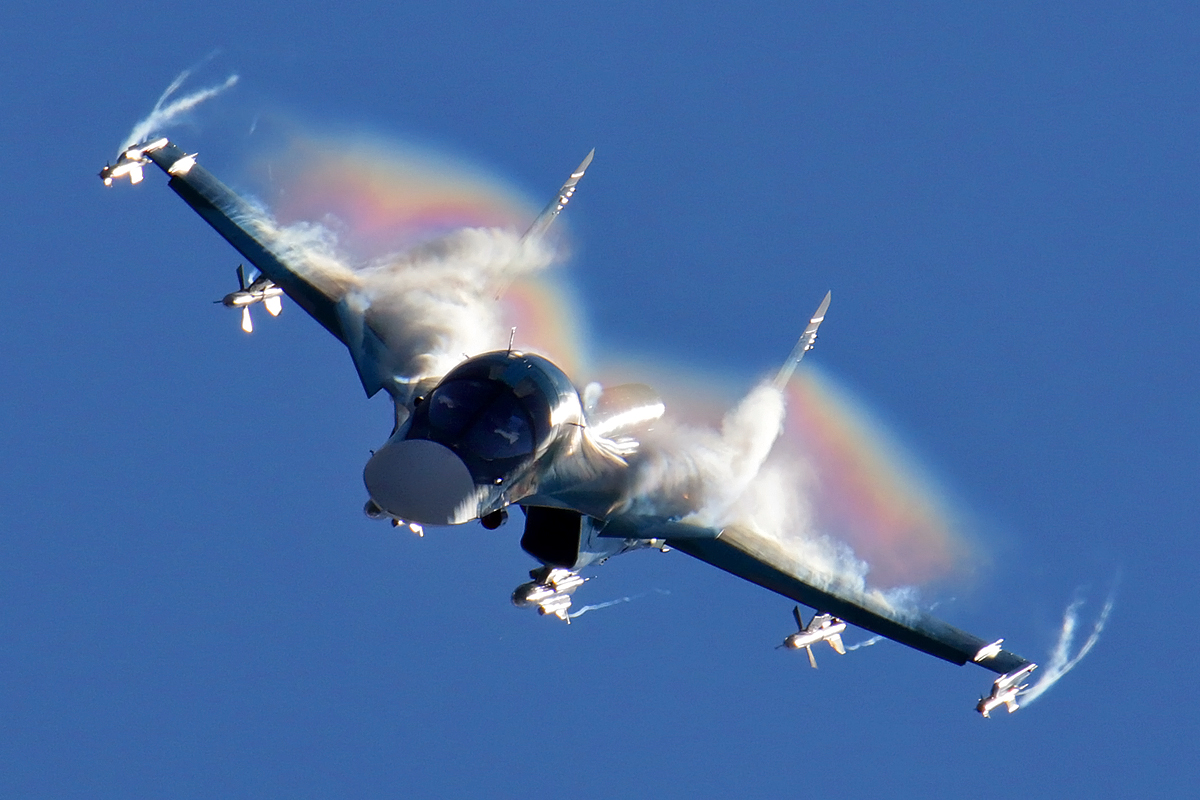
در آستانهٔ گذر از دیوار صوتی
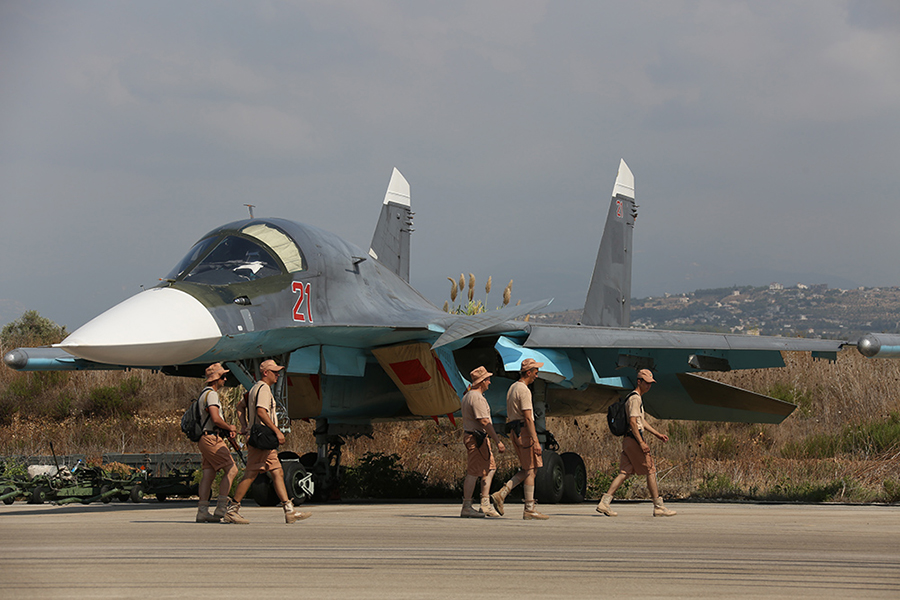
در بندر لاذقیه طی مداخله روسیه در جنگ داخلی سوریه
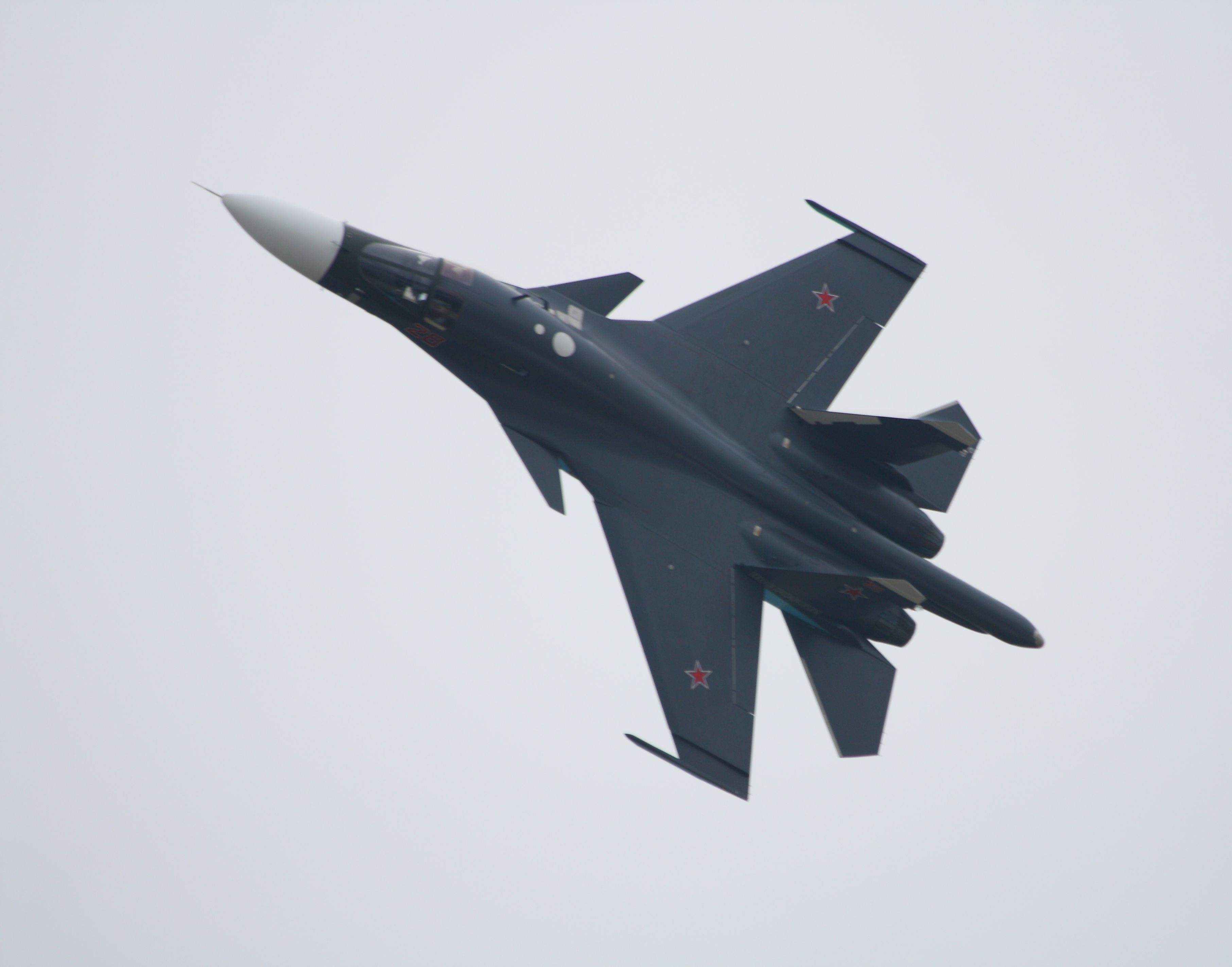
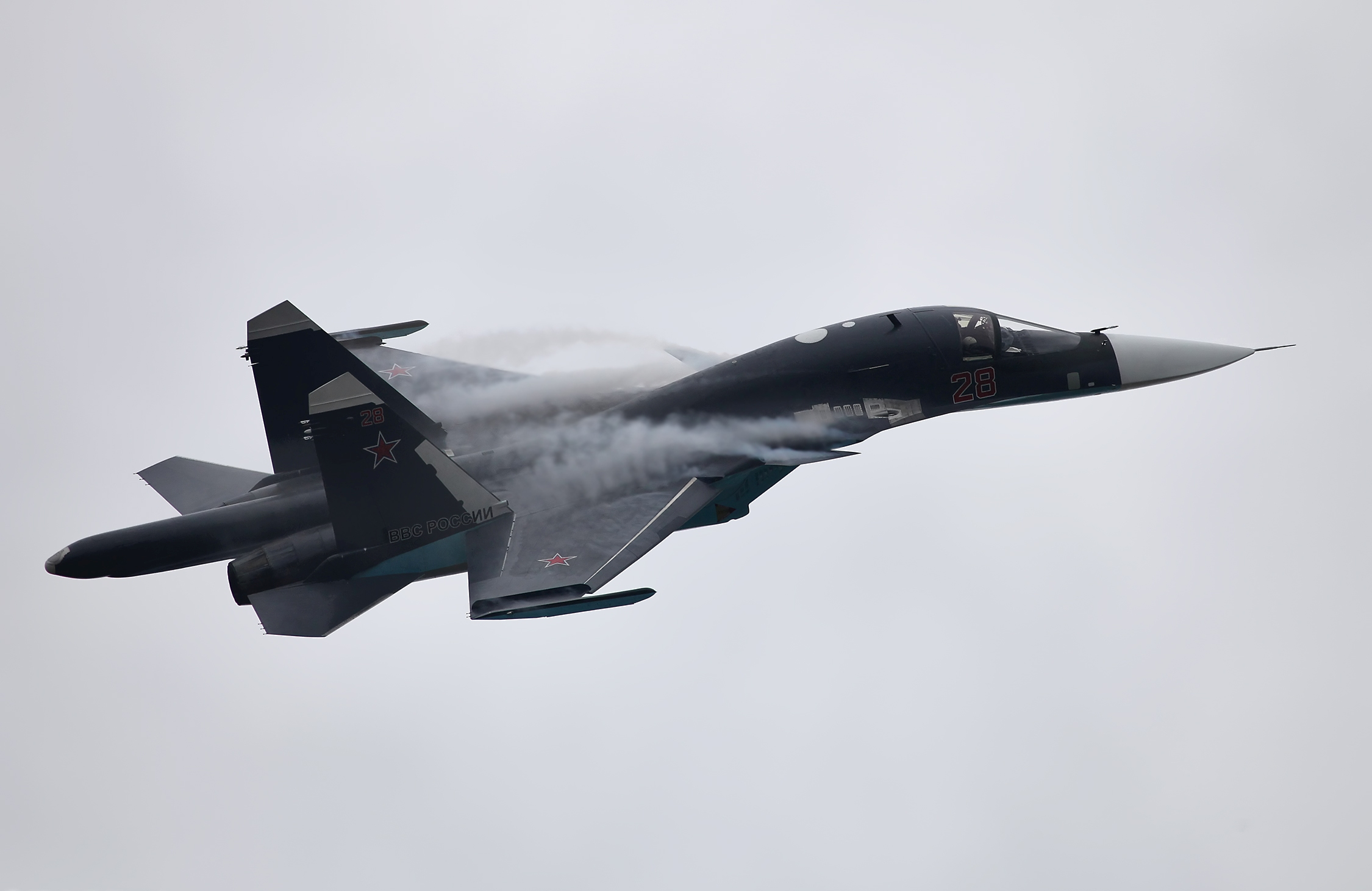
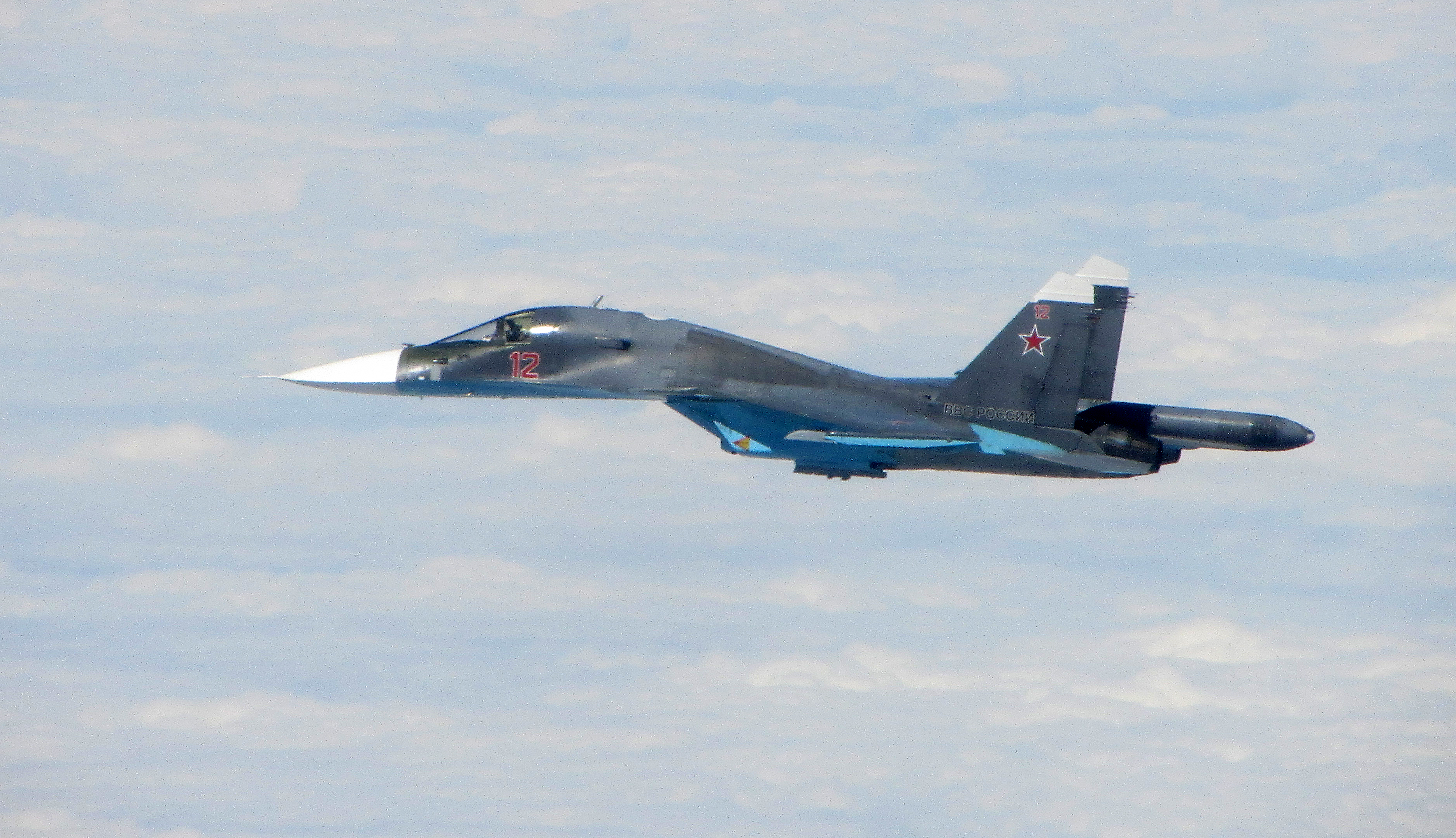
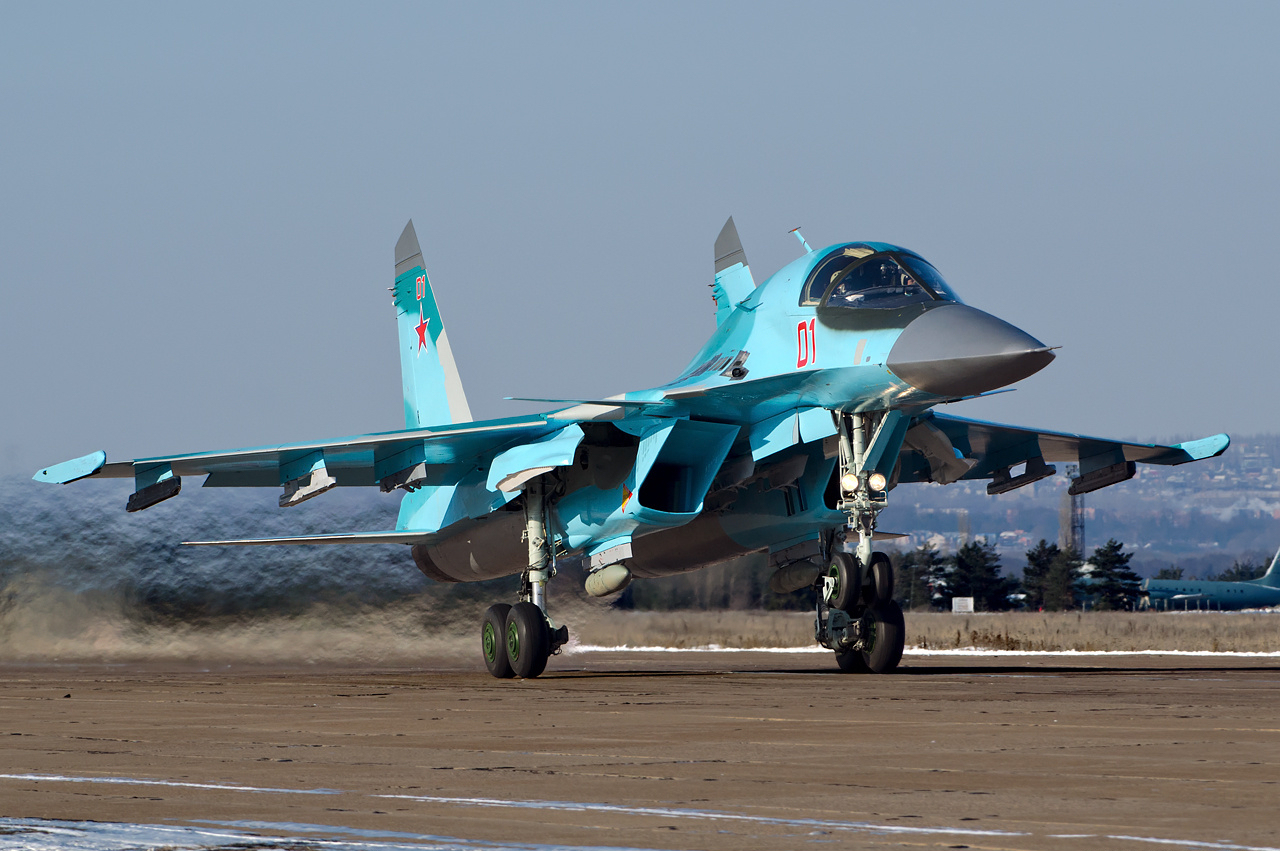
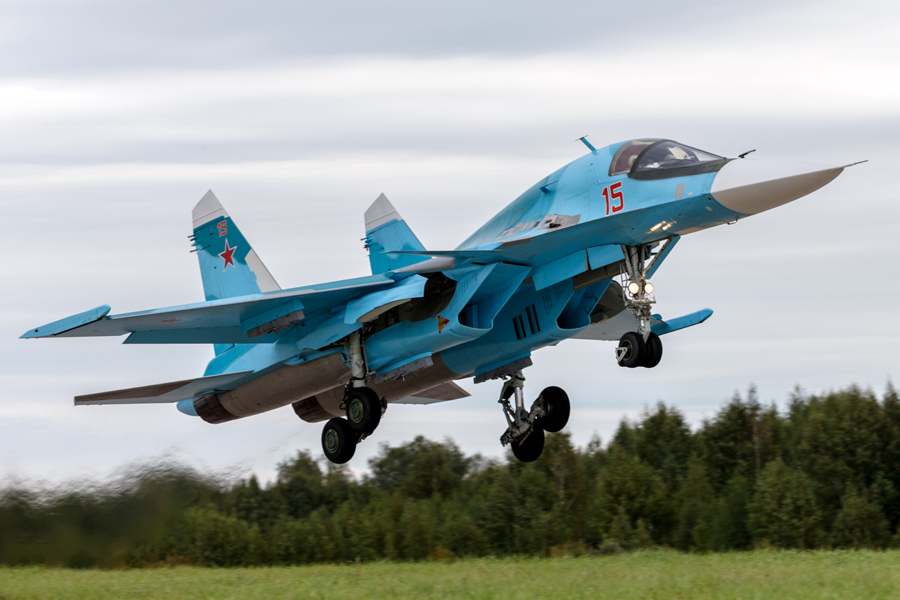
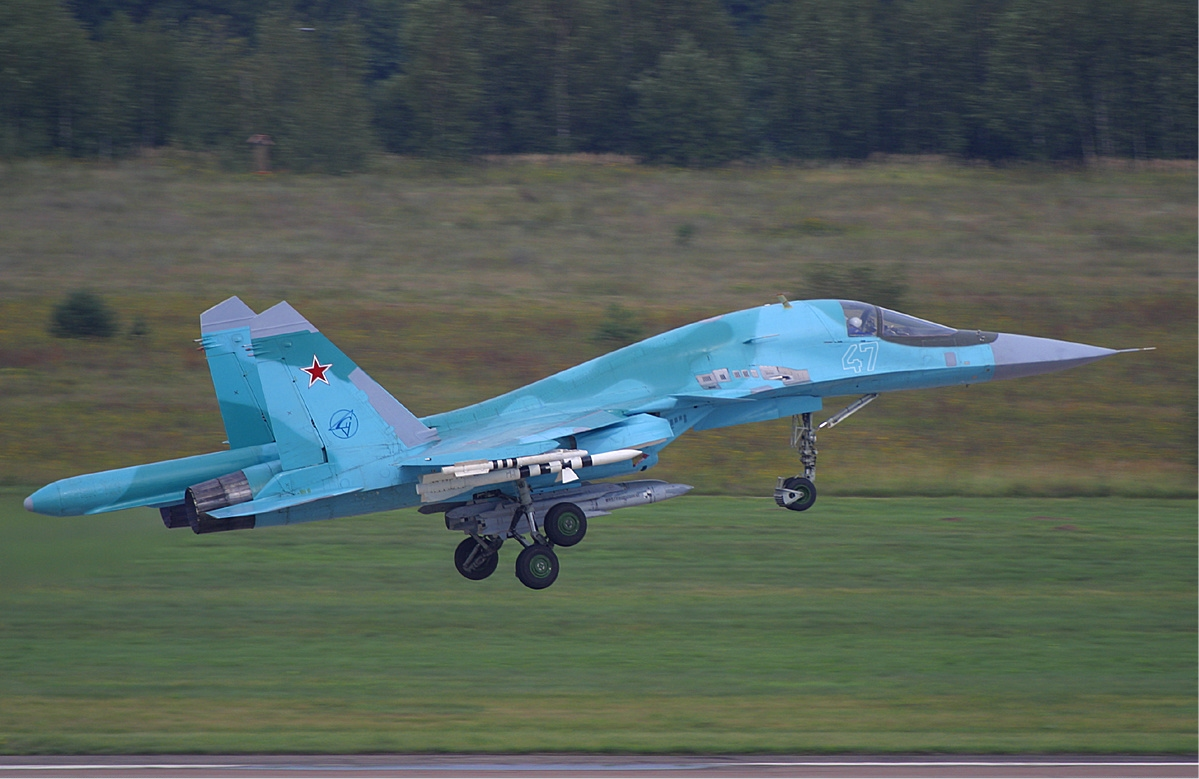
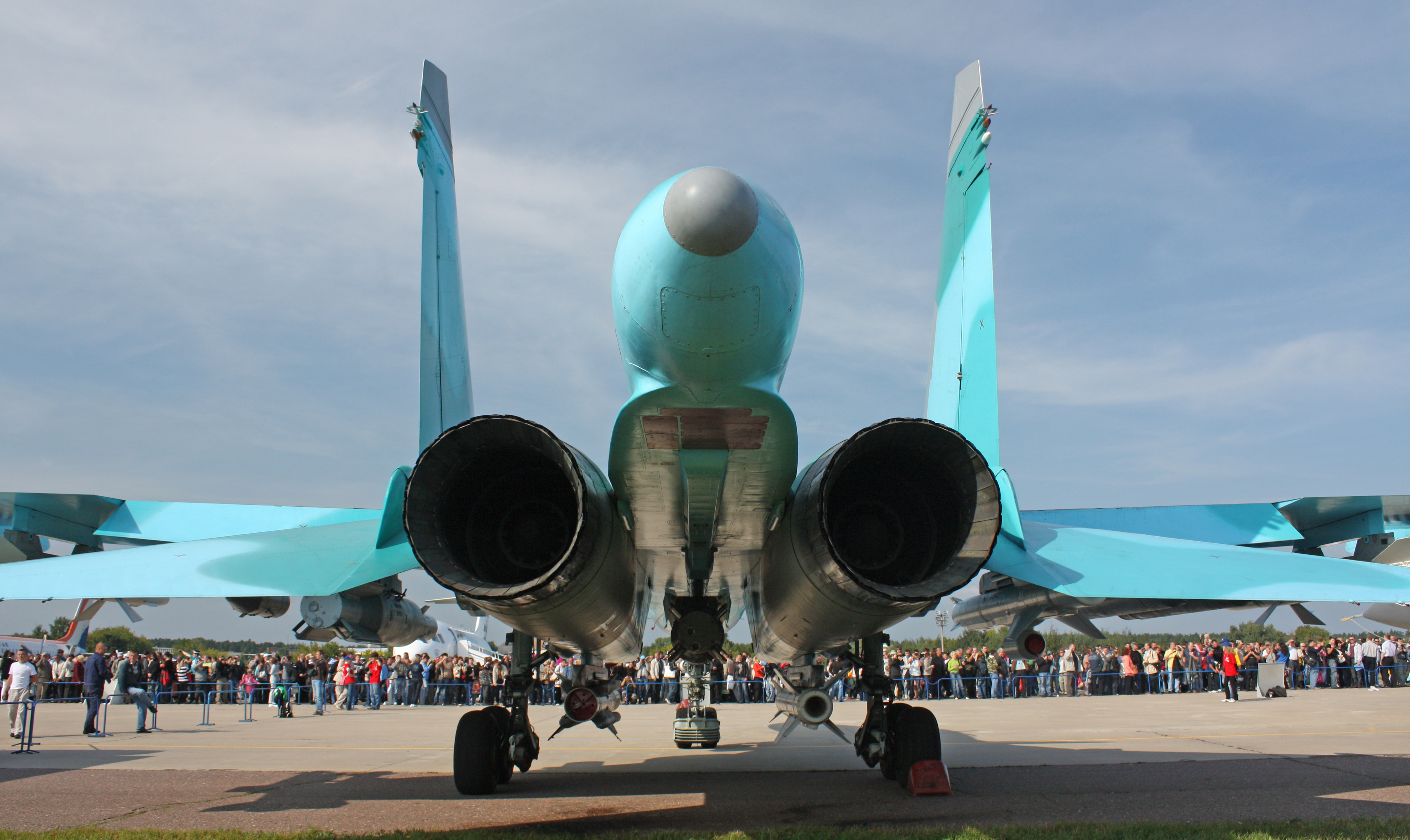
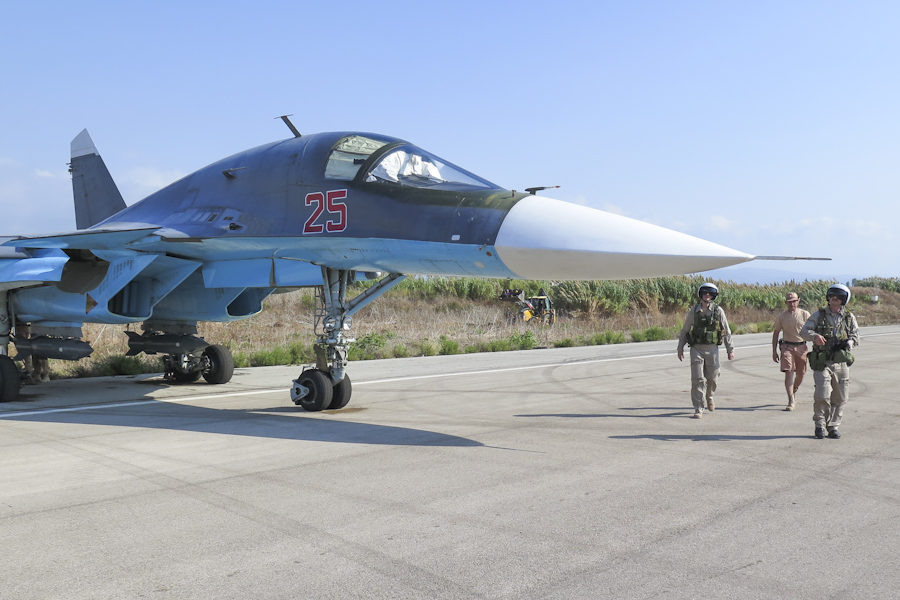
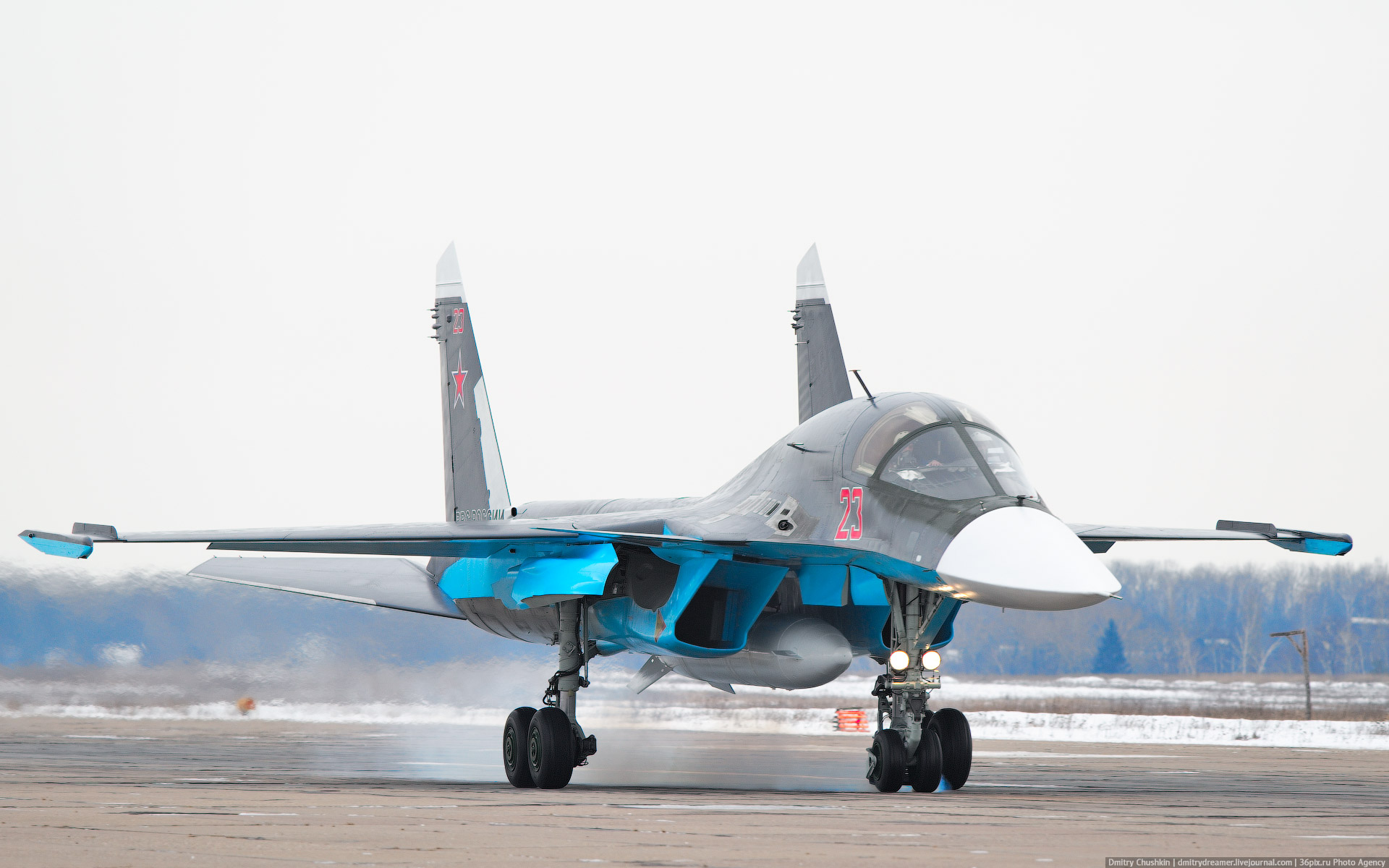
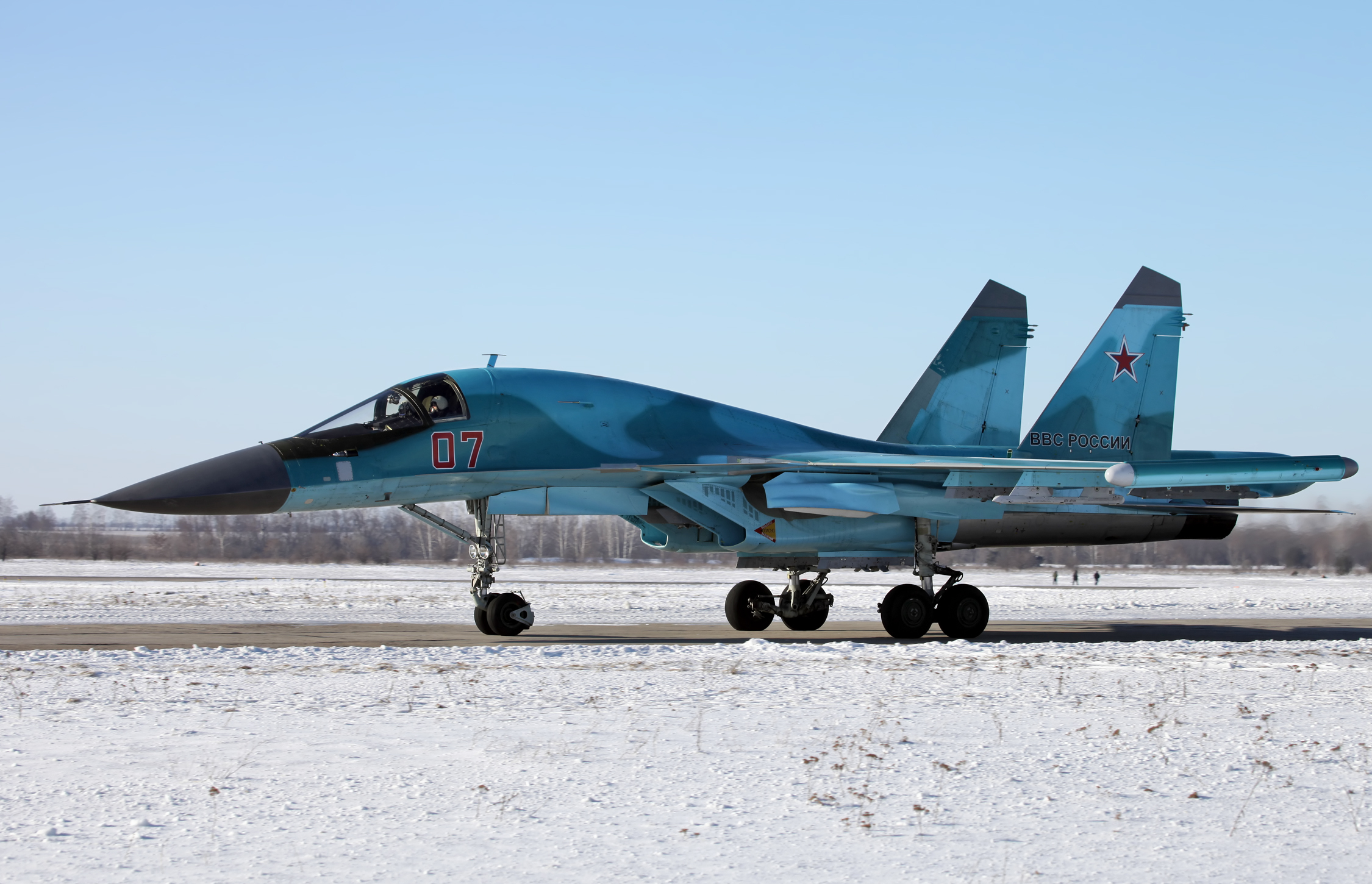
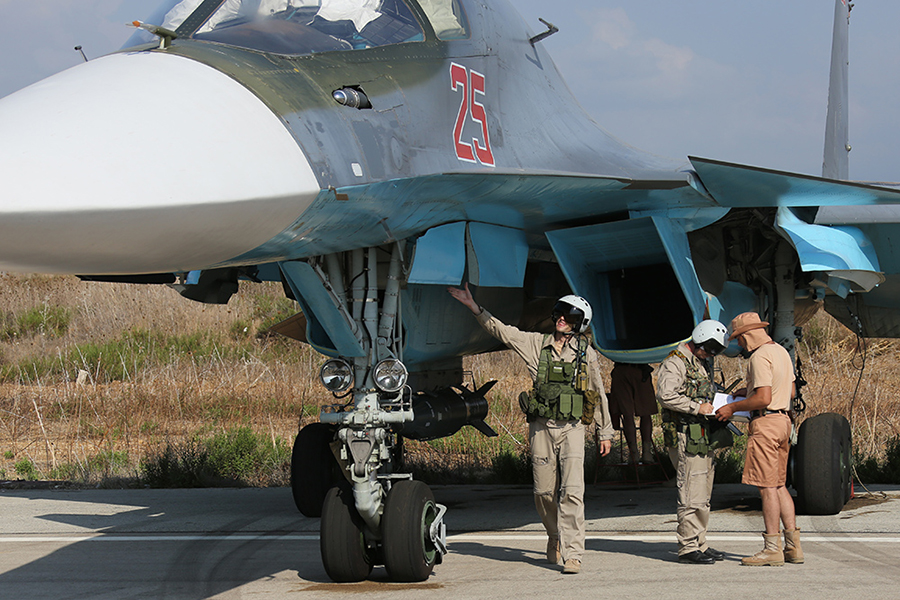
در پایگاه هوایی حمیمیم لاذقیه